# Adrian Bentzon
Christopher Adrian Ernst Weis Bentzon (* 2. Juni 1929; † 1. Januar 2013) war ein dänischer Jazzpianist, Bandleader, Musikpädagoge und Komponist; er galt als einer der herausragenden dänischen Musiker des Hot Jazz.

## Leben und Wirken
Bentzon studierte an der Universität Kopenhagen, wo er 1952 den Magister in slawischer Philologie erwarb. Er war zusammen mit Anders Dyrup Initiator des privaten Jazzclubs Montmartre in Kopenhagen und war in der dortigen Jazzszene von 1952 bis 1963 aktiv beim Revival des Dixieland Jazz. Er leitete die Adrian Bentzons Jazzband, zu der ab 1956 auch Theis Jensen gehörte. Mit dieser Band begleitete er auch amerikanische Musiker wie Albert Nicholas, Bill Coleman, Muggsy Spanier und Mezz Mezzrow sowie Sandy Brown und spielte Ende der 1950er Jahre mehrere EPs für Storyville Records ein. Zwischen 1969 und 1973 gehörte er als Pianist zur Theis/Nyegaards Jazzband. 1969 komponierte er die Musik zu Thomas Windings Film Hemmelig Sommer. Ab dem Jahr 2000 war er mit einem Quartett als Adrian Bentzon and the Jazzroots aktiv, trat aber auch mit einem Quartett und als Solist in Sardinien auf.
Ab 1955 war Bentzon als Musikpädagoge an der Kopenhagener Bernadotteskolen tätig, ab 1970 bis 1974 war er Rektor des Det fri Gymnasium. Von 1976 bis zu seiner Pensionierung 1996 war er Rektor des Lehrerseminars Frøbel Højskolen in Roskilde. Er ist der Vater des Jazzmusikers, Komponisten und Schauspielers Aske Bentzon (* 1955).